# Miriam Tey
Miriam Tey (Barcelona, 16 de desembre de 1960) és una editora, escriptora i activista política catalana. Va ser vicepresidenta de Societat Civil Catalana entre 2017 i 2018, quan va ser destituïda del càrrec. La seva ideologia ha transcendit com a ferma opositora del moviment independentista català.

## Biografia
Nascuda a Barcelona, Tey va començar a treballar a l'editorial Tusquets Editores quan tenia 19 anys. Després va ser directora literària a l'editorial Columna Edicions. Després de treballar-hi va fundar Ediciones del Bronce, una editorial de llibres estrangers traduïts a l'espanyol, que el 199 va ser adquirida pel grupo Planeta.
Del 2003 al 2004, Tey va treballar com a directora de l'Institut de la Dona d'Espanya, una institució pública per assegurar la igualtat de drets de les dones.
L'any 2015 va ser membre fundador del Centre Lliure Art i Cultura (CLAC), un projecte cultural fundat per promoure la cultura i l'art catalans i la llibertat d'expressió a Espanya. Miriam Tey va ser vicepresidenta de Societat Civil Catalana des del 2017. A Societat Civil Catalana i amb Josep Ramon Bosch, Tey va convèncer Manuel Valls perquè participés a les eleccions municipals d'Espanya del 2019 com a candidat del partit Ciutadans. Tey és una oponent destacada a l'independentisme català, adduint que no reflecteix el pensar de la majoria de la població.
Té un fill adult, Jacobo López Lamadrid i Tey, IV marquès de Lamadrid, fruit del seu matrimoni amb Claudio López Lamadrid. És cunyada del diplomàtic Jorge Moragas.
És membre del Grup de Periodistes Pi i Margall i de Concòrdia Civica.